# 好敵手 (映画)
『好敵手』（こうてきしゅ、The Best of Enemies）は、1961年のイタリアの映画。出演はデヴィッド・ニーヴンなど。

## キャスト
※括弧内は日本語吹替（初回放送1970年5月11日『月曜ロードショー』）
- リチャードソン少佐：デヴィッド・ニーヴン（川久保潔）
- ブラジ大尉：アルベルト・ソルディ（近石真介）
- バーク：マイケル・ワイルディング（吉沢久嘉）
- ルーツ：ハリー・アンドリュース（山田康雄）
- フォルナリ少佐：アメデオ・ナザーリ
- ベルナスコーニ：デビッド・オパトシュ
- トディーニ：アルド・ジュフレ

## スタッフ
- 監督：ガイ・ハミルトン
- 原作：ルチアーノ・ヴィンセンツォーニ
- 脚本：ジャック・プルマン
- 撮影：ジュゼッペ・ロトゥンノ
- 音楽：ニーノ・ロータ